# Sodalite
La sodalite est une espèce minérale du groupe des silicates, sous-groupe des tectosilicates, formée de silicate chloré de sodium et d'aluminium, de formule chimique Na8Al6Si6O24Cl2 avec des traces de fer, manganèse, potassium, calcium, eau et soufre. C'est l'un des constituants du lapis-lazuli.

## Historique de la description et appellations

### Inventeur et étymologie
Décrite par T. Thomson en 1811. De soda (« sodium ») et du grec lithos (« pierre »), en allusion à sa composition chimique.

### Topotype
Ilimaussaq, Narsaq, Province de Kitaa, Groenland.

### Synonymie
- Alomite : nom désuet pour une sodalite de Bancroft, Ontario, Canada, nom donné à partir du patronyme de Charles Allom, propriétaire de carrière au début du XXe siècle à Bancroft[5].
- Ditroite (Brogger) : nommée à partir du topotype Ditrău (Ditró), Roumanie. Ce terme sert surtout à désigner une roche riche en sodalite[6].
- Glaucolite (Weibye, P.C. 1848)[7] : espèce initialement décrite par P. C. Weibye à partir de spécimens trouvés par Morten Thrane Esmark à Låven (Lamöskjier), Langesundsfjorden, Norvège et déclassée depuis comme synonyme de sodalite.

## Caractéristiques physico-chimiques

### Critères de détermination
- Couleur bleue caractéristique
- Dureté
- Souvent associée avec les minéraux tels que : néphéline et cancrinite (altération de la néphéline)
- Jamais en association avec le quartz

### Variétés
- Hackmanite (L.H. Borgström 1903) : variété de sodalite présentant la propriété d'être photochrome et luminescente, dédiée à Victor Axel Hackman (1866 - 1941), professeur de géologie à l'Université d'Helsinki. Lorsque l'hackmanite provenant du Mont Saint-Hilaire (Québec) est fraîchement extraite, elle est généralement pâle à violet profond, mais la couleur vire rapidement au grisâtre ou au blanc verdâtre. À l'inverse, l'hackmanite originaire d'Afghanistan, d'un blanc crémeux au départ, se teinte de couleurs allant du violet au rose lorsqu'elle est exposée au soleil. Laissée dans l'obscurité pendant quelque temps, le violet s'efface à nouveau.

La luminescence est accrue par l'utilisation de lumière ultraviolette (UV) de grande longueur d'onde ou, inversement, de lumière ultraviolette de courte longueur d'onde.
- Molybdosodalite (F. Zambonini 1910)[8] : variété de sodalite contenant de l'oxyde de molybdène décrite à Monte Somma, Italie.

## Cristallochimie
La sodalite sert de chef de file à un groupe de tectosilicates. Le groupe sodalite est composé de minéraux ayant une structure isométrique similaire et chimiquement proches ; tous issus des feldspathoïdes, minéraux des roches ignées, pauvres en silice. Comme les zéolithes, les feldspathoïdes et le groupe de la sodalite ont des structures cristallines largement ouvertes, ce que traduit parfaitement leur faible densité.

### Groupe de la sodalite
- Haüyne : (Na,Ca)4-8[Al6Si6(O,S)24](SO4,Cl)1-2
- Lazurite : (Na,Ca)8[(S,SO4,Cl2)|Al6Si6O24]
- Noséane : Na8[SO4|Al6Si6O24]
- Sodalite : Na8[Cl2|Al6Si6O24]
- Tsarégorodtsévite : N(CH3)4[AlSi5O12]
- Tugtupite : Na4[Cl|BeAlSi4O12]

### Cristallographie

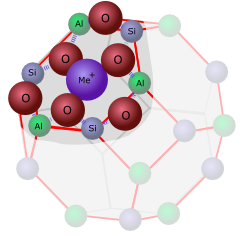
Structure cristalline de la sodalite.

- Paramètres de la maille conventionnelle : {\displaystyle a} = 8,85 Å ; Z = 1 ; V = 693,15 Å3
- Densité calculée = 2,32 g/cm3

### Propriétés physiques
HabitusRares cristaux pseudo-hexagonaux allongés sur [111] pouvant atteindre 10 cm.
OptiqueLuminescent, fluorescent et phosphorescent.

## Gîtes et gisements

### Gîtologie et minéraux associés
GîtologieFormée dans les syénites à néphéline, phonolites, et autres types de roches connexes.
Dans le métamorphisme des roches calcaires et dans les cavités de blocs volcaniques éjectés.
Présente dans les météorites.
Minéraux associésnéphéline, cancrinite, mélanite, aegirine, microcline, sanidine, albite, calcite, fluorine, ankérite, barytine.

### Gisements producteurs de spécimens remarquables
- Afghanistan

Ladjuar Medam, Sar-e Sang, vallée de Koksha, Province du Badakhshan
- Canada

Poudrette, Mont Saint-Hilaire, Comté de Rouville, Québec
- France

Vensac, Brocq-en-Menet, Menet, Cantal Mts, Cantal, Auvergne
- Groenland

Ilimaussaq, Narsaq, Province de Kitaa, Topotype
- Italie

Monte Somma, Complexe volcanique Somma-Vésuve, Naples, Campanie, Italie.

## Exploitation des gisements

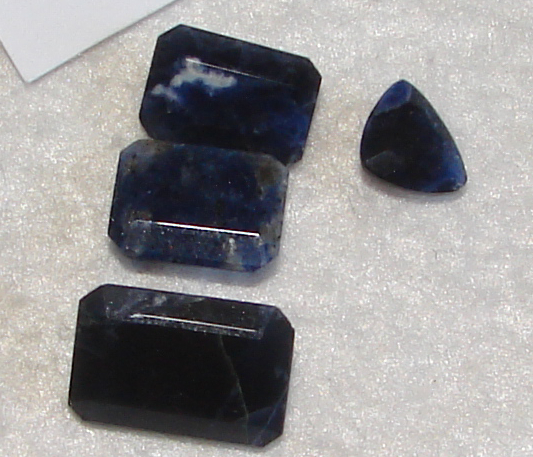
Sodalite taillée.

UtilisationsLa qualité gemme peut être taillée à facette ; la qualité colorée massive est utilisée comme pierre d'ornement.